# Colobothea strigosa
Colobothea strigosa är en skalbaggsart som beskrevs av Bates 1865. Colobothea strigosa ingår i släktet Colobothea och familjen långhorningar. Inga underarter finns listade i Catalogue of Life.